# Амфоліт
Амфоліт (англ. ampholyte) — цвітерйонна хімічна сполука з невеликою молекулярною масою та різними ізоелектричними точками, що використовується для встановлення градієнта рН у гелях. Амфоліт - це молекула, що має як кислотні, так і основні властивості. Синонім — амфотерний електроліт.
Амфоліти використовуються для формування градієнта рН в капілярі, а білки, що відокремлюються, мігрують (або фокусуються) через амфолітне середовище, поки вони не розрядяться при своїх значеннях pI.